# Ziyuan 3
Ziyuan 3 (Chinesisch: 资源三号) ist eine Serie von Kartografie-Satelliten des Ministeriums für natürliche Ressourcen der Volksrepublik China.
Der erste Satellit der Serie, Ziyuan 3-01, wurde am 9. Januar 2012 um 03:17 UTC mit einer Trägerrakete Langer Marsch 4B vom Kosmodrom Taiyuan in eine sonnensynchrone Umlaufbahn gebracht.

## Geschichte
Der erste Ansatz zur weltraumbasierten Kartografie waren die amerikanischen Ranger-Sonden der 1960er Jahre, die Aufnahmen vom Mond machten, um einen geeigneten Ort für eine bemannte Landung zu finden. In den 1970er Jahren folgten die Landsat-Satelliten, deren Bilder ab 1986 auch von China genutzt wurden, in den 1980er Jahren dann die französischen SPOT-Satelliten, deren Bilder ab 1998 ebenfalls von China genutzt wurden.
Durch die Umtauschrate waren die von vornherein nicht billigen Satellitenbilder aus dem Ausland in China sehr teuer. Anfang der 2000er Jahre lag der Preis bei etwa 15 Yuan pro Quadratkilometer, wofür man damals fünf Schalen Nudelsuppe mit Rindfleisch bekam.
Die Ziyuan-3-Satelliten gehen zurück auf einen Besuch des damaligen Vize-Premierministers Zeng Peiyan im Staatlichen Vermessungsamt am 7. Januar 2005. Zeng, ein Nachrichtentechnik-Ingenieur, der im Kabinett Wen Jiabao unter anderem für Digitalisierung zuständig war, traf sich bei dieser Gelegenheit mit Experten aus verschiedenen Institutionen, um die Entwicklungstrends in der Kartografie des 21. Jahrhunderts zu diskutieren. Li Deren (李德仁, * 1939), seit August 200 Leiter des Nationalen Schwerpunktlabors für Informatik in Topografie, Kartografie und Fernerkundung der Universität Wuhan (武汉大学测绘遥感信息工程国家重点实验室), meinte, dass man die Abhängigkeit von ausländischen Satellitenbildern reduzieren und Daten aus eigenen Quellen besitzen müsste. Er schlug vor, zunächst einen Kartografie-Satelliten mit einer Auflösung von etwa 2,5 m zu bauen, mit dem man Landkarten im Maßstab von 1:50.000 erstellen könnte.
Zum damaligen Zeitpunkt verfügte die Volksrepublik China mit der Ziyuan-2-Baureihe bereits über Satelliten mit einer relativ guten Auflösung von 2 m.
Mit den von Ziyuan-2B und Ziyuan-2C gelieferten Bildern konnten existierende Landkarten im Maßstab von 1:50.000 und 1:250.000 überarbeitet werden, aber da die Satelliten keine Möglichkeit für stereoskopische Aufnahmen hatten, war ihr kartografischer Nutzen begrenzt.
Zeng Peiyan unterstützte den Vorschlag von Li Deren. Seit den Ziyuan-2-Satelliten hatte die Technik auch Fortschritte gemacht, und so wandte sich das Vermessungsamt im September 2005 zusammen mit der China Aerospace Science and Technology Corporation in einer gemeinsamen Eingabe an den Staatsrat der Volksrepublik China, wo sie um die offizielle Genehmigung baten, einen Nachfolgesatelliten für die Ziyuan-2-Baureihe entwickeln zu dürfen. Zweieinhalb Jahre später, im März 2008, wurde mit dem Beginn der neuen Legislaturperiode die Genehmigung erteilt.
Administrativ wurde und wird das Projekt von der Nationalen Raumfahrtbehörde Chinas betreut,
gebaut wurde der Satellit von der  Chinesischen Akademie für Weltraumtechnologie.
Am 26. Oktober 2015, gegen Ende des 12. Fünfjahresplans (2011–2015), wurde von der Staatlichen Kommission für Entwicklung und Reform zusammen mit dem Finanzministerium der Volksrepublik China und der Nationalen Behörde für Wissenschaft, Technik und Industrie in der Landesverteidigung mit Zustimmung des Staatsrats das „Nationale Programm für die mittel- und langfristige Entwicklung der zivilen Weltraum-Infrastruktur (2015–2025)“ (《国家民用空间基础设施中长期发展规划(2015-2025年)》) verabschiedet. Um eine geordnete, aber möglichste breite kommerzielle Nutzung des Weltalls zu ermöglichen, sollten neben Navigations- und Kommunikationssatelliten als dritter Bereich auch Fernerkundungssatelliten gefördert werden. Bis zum Ende des 14. Fünfjahresplans im Jahr 2025 sollte ein bedarfsgesteuerter, sich selbst finanzierender und international konkurrenzfähiger Dienstleistungssektor entstehen, der die vom Staat zur Verfügung gestellte Weltraum-Infrastruktur nutzte.
Nachdem sich Ziyuan 3-01 sehr bewährt hatte und die Aufnahmen von den Kunden gerne genutzt wurden – der Preis für den Quadratkilometer lag bei nur 1 Yuan – wurde Ziyuan 3-02 als erster Satellit in das Infrastrukturprogramm aufgenommen. Basierend auf den Rückmeldungen der Kunden nahm die Entwicklergruppe unter der Leitung von Cao Haiyi (曹海翊) an dem prinzipiell baugleichen Satelliten einige Verbesserungen vor. So wurde Ziyuan 3-02 zum Beispiel mit einem Laseraltimeter ausgestattet.

## Aufbau
Die dreiachsenstabilisierten Satelliten basieren wie ihre Vorgänger der Ziyuan-2-Baureihe auf einer erweiterten Phönixauge-Plattform mit zwei Solarzellenflügeln von je 3 m Spannweite.
Der Bus kann um ±32° aus der Vertikalen geschwenkt werden. Er besitzt einen Sternsensor und kann mit einer Genauigkeit von 0,1° in allen drei Achsen ausgerichtet werden, seine Lagestabilität beträgt 0,0005°/s.
Für Zwecke der Kartografie ist es wichtig, die Position des Satelliten im Verhältnis zu den fotografierten Geländeformationen auf der Erde genau zu kennen. Hierfür wird die von Liu Jingnan (刘经南, * 1943) von der Wuhan-Universität seinerzeit noch für das Global Positioning System entwickelte PANDA-Software (Position And Navigation Data Analysis) verwendet.
Die Satelliten sind mit drei auf der in Flugrichtung vorne liegenden Seite des Gehäuses montierten, vom Institut 508 der Akademie für Weltraumtechnologie gemeinsam mit dem Changchuner Institut für Optik, Feinmechanik und Physik der Chinesischen Akademie der Wissenschaften entwickelten panchromatischen Kameras sowie einer Infrarot-Multispektralkamera ausgerüstet. Mit den drei panchromatischen Kameras, von denen eine senkrecht nach unten gerichtet ist, die anderen beiden – bezogen auf die Flugrichtung des Satelliten – jeweils 22° nach vorne und nach hinten, werden stereoskopische Aufnahmen der Geländeformen, Gebäude etc. gemacht. Alle drei Kameras besitzen ein Teleskop mit einer Brennweite von 1,7 m. Die Nadir-Kamera hat eine Auflösung von 2,1 m, die schrägen Kameras 3,5 m. Die Schwadbreite beträgt 51 km für die Nadir-Kamera und 52 km für die schrägen Kameras. Das multispektrale Bildgeber-System besteht einem Drei-Spiegel-Teleskop mit einer Brennweite von 1,75 m und einem gekühlten Vierband-Detektor für die Farben Blau, Grün, Rot und den nahen Infrarotbereich, womit bei einer Auflösung von 5,8 m und einer Schwadbreite von 51 km Farbbilder zur Beobachtung von Umweltschäden und der Vegetation angefertigt werden können.

## Aktuelle Satellitenliste
Stand: 29. November 2021
| Start (UTC)   | Träger- rakete | Satelliten- name | Startplatz | COSPAR- Bezeichnung | Orbit               |
| ------------- | -------------- | ---------------- | ---------- | ------------------- | ------------------- |
| 9. Jan. 2012  | CZ-4B          | Ziyuan 3-01      | Taiyuan    | 2012-001A           | 507 × 511 km, 97,4° |
| 30. Mai 2016  | CZ-4B          | Ziyuan 3-02      | Taiyuan    | 2016-033A           | 508 × 510 km, 97,3° |
| 25. Juli 2020 | CZ-4B          | Ziyuan 3-03      | Taiyuan    | 2020-051A           | 500 × 518 km, 97,5° |

Die Satelliten werden primär zur Kartographie, zur Erkundung von Bodenressourcen und zur Stadtplanung eingesetzt. Durch die starke Bauaktivität – im Jahr 2012 entsprach die bebaute Fläche allein der Stadt Peking und ihrer Vororte derjenigen ganz Europas – sind viele der alten Landkarten nicht mehr aktuell, konnten aber mithilfe der Ziyuan-3-Bilder zunächst innerhalb von 59 Tagen auf den neuesten Stand gebracht werden. Der Gesamtbestand der chinesischen Landkarten wird heute innerhalb eines Jahres erneuert, anstatt wie früher alle fünf Jahre.  Die Aufnahmen werden dabei mit einem aufwendigen Bildregistrierungsverfahren in einem von einer Global Processing Unit koordinierten Rechnerverbund aus 60 Computern zu topografischen Karten mit einer horizontalen Auflösung von 3,5 m und einer vertikalen Auflösung von 4 m verarbeitet. Mit Ziyuan 3-02 konnte die horizontale Auflösung auf 2,5 m und die vertikale Auflösung – dank des Laseraltimeters – auf 1 m gesteigert werden. Ziyuan 3-01 überflog jeden Punkt der Erde einmal alle 5 Tage; in Kombination mit Ziyuan 3-02 wurde diese Zeit auf 3 Tage verkürzt.
Die Satelliten besitzen eine geplante Lebensdauer von mindestens fünf Jahren.
Im November 2023 waren alle drei noch in Betrieb und arbeiteten mit dem hochauflösenden Kartografie-Satelliten Gaofen 7, der eine Auflösung von 65 cm besitzt, in einer Konstellation zusammen. Dadurch konnte die Aktualisierungszeit der chinesischen Landkarten von 59 Tagen auf 15 Tage verkürzt werden.